# Ulf Kirsten
Ulf Kirsten (Riesa, 1965. december 4. –) német labdarúgó, a Dynamo Dresden, a Bayer Leverkusen, a keletnémet és a német labdarúgó-válogatott 2003-ban visszavonult csatára. 1990-ben elnyerte az év legjobb keletnémet labdarúgója címet. A Leverkusen játékosaként háromszor volt a Bundesliga gólkirálya, 182 találatával ötödik a német első osztály legeredményesebb játékosai között.

## Klub karrierje

### Ifjúsági csapatok
Kirsten szülővárosában, a szászországi Riesaban kezdte pályafutását. A Chemie Riesa ifjúsági csapatában nevelkedett 13 éves koráig, ezután a város első számú csapatának, a Stahl Riesanak kötelékébe került. Itt fedezte fel a fiatal csatárt a keletnémet labdarúgás egyik patinás csapata, a drezdai Dynamo, melynek utánpótlás csapataiban három évet töltött. Kirsten nem volt tipikus csatár-alkat, mindössze 172 cm magas volt, de pont emiatt gyorsan tudott irányt változtatni és lefordulni a védőkről. (Felépítése és stílusa alapján később sokan Gerd Müllerhez hasonlították.)

### Dynamo Dresden
A Dynamo felnőtt csapatában - és ezzel együtt a DDR-Oberligában 1983. augusztus 13-án debütált egy Chemie Leipzig elleni meccsen. 1984 májusában megszerezte első keletnémet-bajnoki gólját: az Vorwärts Frankfurt hálójába talált be. A Drezda a második helyen végzett az idényben, emellett megnyerte az FDGB-Pokalt, így a következő szezonban indulhatott a KEK-ben.[forrás?] Az 1984/85-ös KEK szezonban az egészen a negyeddöntőig menetelő Drezdában többször is szerephez jutott. Első nemzetközi gólját a Rapid Wien elleni 3:0-s győzelem során szerezte.

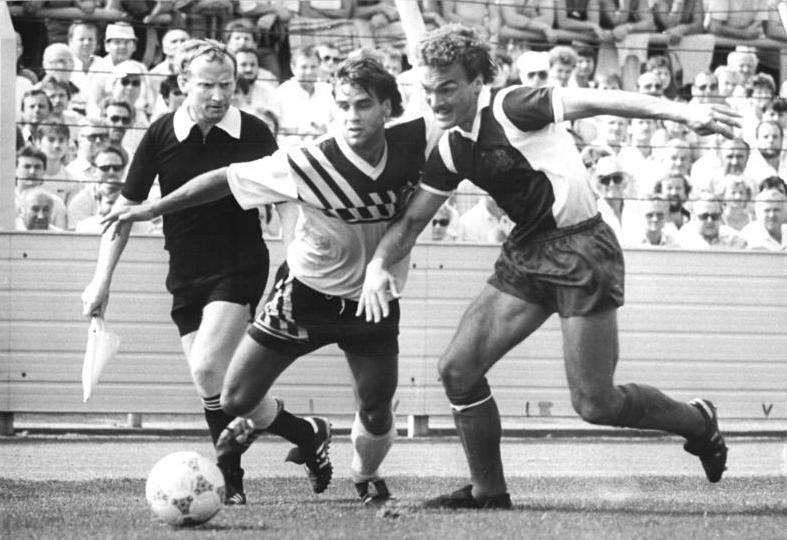
Kirsten egy 1989-es keletnémet bajnokin

 A szezon elején még a rendre a kispadról állt be, de az idény közepére kivívta a stabil kezdő szerepét. A Drezda az Oberliga második helye mellett ismét megnyerte a FDGB-Pokalt, most már Kirstennel a kezdőcsapatban.[forrás?] A KEK 1985/86-os szezonjában Kirsten két gólt szerzett, a csapat ismét a negyeddöntőig jutott. 1987-ben újfent a bajnoki második helyet csípte meg a Dynamóval, emellett 11 találatával 5. lett a góllövőlistán.[forrás?] 1987 szeptemberében bemutatkozhatott az UEFA-kupában, de csapata már az első körben alul maradt a Dinamo Moszkvával szemben. (A tornát végül Kirsten későbbi csapata, a Bayer 04 Leverkusen nyerte.) DDR-Oberliga 3. helyüknek köszönhetően egy évvel később újra próbálkozhattak: a Drezda egészen az elődöntőig jutott, ahol szoros mérkőzésen a Stuttgarttól kaptak ki. Kirsten a Zulte-Waregem ellen megszerezte első mesterhármasát nemzetközi szinten. Az 1988/89-es Oberliga szezon végén a Drezda végre megtörte a berlini Dynamo tízéves uralmát és keletnémet bajnok lett, Kirsten pedig 14 találatával ezüstcipős.[forrás?] Kirsten még ez év szeptemberében a BEK-ben is pályára léphetett, igaz a Dynamóval az első kört sem élték túl. A bajnokságot viszont újból megnyerték, sőt, az FDGB-Pokalt is. A keletnémet kupa döntőjében Kirsten 85. percben szerzett találata döntött.[forrás?] A csatár az idény végén átvehette a legjobb keletnémet játékosnak járó díjat (Fußballer des Jahres).

1990. a német újraegyesítés éve volt. Az egységes Németország létrejötte a német futballra is hatással volt: a keletnémet sztárok igazolhatóak lettek. (Később a DDR-Oberliga megszűnt, csapatait a Bundesliga-rendszerbe integrálták.) Kirstent a Dynamótól egy ambiciózus nyugatnémet középcsapat, a Bayer 04 Leverkusen csábította el. (A Drezda mai pénzre átszámítva 1,8 millió eurót kapott a támadóért.) 

Kirsten a Dynamo Dresden felnőttcsapatánál töltött idő alatt 154-szer lépett pályára és 57 gólt szerzett a bajnokságban.

### Bayer 04 Leverkusen
Az alacsony támadó azonnal megkedveltette magát a leverkuseni közönséggel: góllal mutatkozott be a Bundesligában nem kisebb csapat, mint a Bayern München ellen. Sőt! Első DFB-Pokal mérkőzésén két gólt is szerzett. Kirsten első két szezonjában 11 és 12 találatával házi gólkirály volt, a csapat pedig szépen menetelt felfelé a táblázaton. A Bayer 04 vezetőségének célja ekkor már az élmezőnyre tapadás volt. Az 1992/93-as idény meghozta a várt áttörést: a csapat az ötödik lett, Kirsten pedig 20 góljával a szezon gólkirálya (megosztva). Ő az első játékos a Leverkusen történetében, aki átvehette a német bajnokság aranycipőjét. Az alacsony támadó a német kupában is kitűnt: az ő 77. percben szerzett találatával verték meg a döntőben a Hertha BSC II-t. Még ez év augusztusában a csapat szoros küzdelemben alulmaradt a német szuperkupa döntőjében a Werder Bremennel szemben. Kirsten gólt szerzett és saját tizenegyesét is értékesítette a büntetőkkel 6:7-re (2:2) végződő mérkőzésen. A következő szezonban a gyógyszergyáriakkal a KEK-ben szerepelhetett. A negyeddöntőig jutottak, ahol idegenben szerzett több góllal alulmaradtak a Benficával szemben. Kirsten 5 találatával a torna megosztott gólkirálya lett. A Leverkusen ismét feljebb lépett a bajnoki tabellán, 1994 végén a harmadik helyen zártak. Az 1994/95-ös UEFA-kupa menetelésben is komoly szerep jutott Kirstennek. 10 góljával gólkirály lett, a Kispest Honvéd és a Ronaldóval felálló PSV Eindhoven ellen is mesterhármast szerzett, a GKS Katowicének és a Nantes-nak „csupán” kettőt lőtt. (Végül a Parma ütötte el őket a döntőtől.) 1995 nyarán újabb nemzetközi tornán mutatkozott be, az Intertotó-kupán. Egy igen gyenge szezon után 1997-ben a Leverkusennel egy történelmi bajnoki második helynek örülhetett, emellett 22 találatával megszerezte második gólkirályi címét. A Duisburg és a Hamburg ellen mesterhármast jegyzett. A következő szezonban újra gólkirály lett és bronzérmes a csapattal, emellett debütálhatott a BEK utódjaként létrehozott Bajnokok Ligájában. 1997 augusztusában szerezte első BL-gólját, a Dinamo Tbiliszi ellen. A csapat a negyeddöntőig jutott, ahol a Real Madriddal szemben maradtak alul. Az 1998/99-es szezonban 19 találattal második lett a bajnoki góllövő listán, a Leverkusen úgyszintén a második helyet csípte el. Az ezredforduló idején már sokan számítottak a Leverkusen első bajnoki címére. Ez egészen a bajnokság hajrájáig biztosnak tűnt, ám az utolsó fordulóban az Unterhaching ellen elszenvedett vereség miatt csak másodikak lettek, ahogy Kirsten is a góllövőlistán. A 35 éves támadó mellé ekkor már leigazolták utódját, Dimitar Berbatovot. Kirsten a hátralévő két idényében már ritkán játszott végig meccseket, ám így is több fontos gólt szerzett. Részese volt a Leverkusen 2002-es „ezüst évének”, amikor a csapat a bajnokságban, a német kupában és a BL-ben is a második helyet szerezte meg. A német kupa döntőjében gólt szerzett, a glasgow-i Bajnokok Ligája döntőben a Real Madrid ellen 25 percet kapott. Utolsó idényében, a 2002/03-as szezonban csupán három mérkőzésen lépett pályára, majd 37 évesen, 350 Bundesliga-meccsel a háta mögött bejelentette a visszavonulását.

182 találatával a Bundesliga ötödik legeredményesebb játékosa, a német labdarúgás egyik legendája.

## Válogatottság

### Német Demokratikus Köztársaság
Kirsten 1985. május 8-án debütált a keletnémet válogatottban egy Dánia elleni barátságos meccsen. Első találatát még ez év augusztusában szerezte a norvég nemzeti tizenegy ellen. Részt vett az 1986-os vb-kvalifikáción, de a keletnémetekkel nem sikerült kijutnia a Mexikói világbajnokságra. A 88'-as Eb-re sem jutottak ki, ám a kvalifikáció során először szerzett egy meccsen két gólt a válogatott színeiben. A keletnémet csapattal az 1990-es vb-ről is lemaradt, de egy USA elleni barátságos meccsen megszerezte első mesterhármasát 1990 márciusában.

49 meccsen elért 14 góljával Kirsten a 11. legeredményesebb játékosa a (volt) keletnémet válogatottnak.

### Németország
A német újraegyesítés után - több keletnémet sztárral ellentétben - nem kapott meghívót az egyesített német válogatottba. Csak 1991 októberében lépett pályára a Nationalelf színeiben egy Mexikó elleni barátságos mérkőzésen. Sem 1992-ben, sem 1996-ban nem került az Eb-keretbe.

Az 1994-es világbajnokságon tagja volt a német utazó keretnek, de egy mérkőzésen sem jutott szerephez. Részt vett az 1998-as világbajnokságon, itt négyszer is pályára lépett csereként, gólt nem szerzett. Ott volt a németek számára csúfosan véget érő 2000-es Eb-n, itt kétszer lépett pályára, egyszer kezdőként, egyszer csereként. A 2000. június 20-i, Portugália elleni Eb-csoportmeccs volt Kirsten utolsó szereplése a válogatottban.

51 német válogatott mérkőzésén 20 gólt szerzett.

## Sikerei, díjai

### Klub szinten

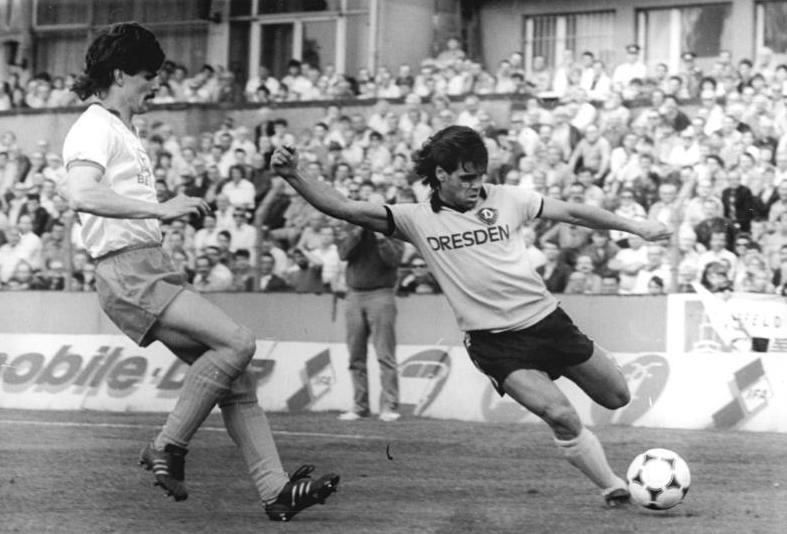
Kirsten egy Union Berlin elleni bajnoki mérkőzésen 1988. május 13-án

- DDR-Oberliga: 2-szeres bajnok (1988/89, 1989/90; Dynamo Dresden)
- DDR-Oberliga: 3-szoros ezüstérmes (1983/84, 1984/85, 1986/87; Dynamo Dresden)
- DDR-Oberliga: ezüstcipős (1988/89; Dynamo Dresden)
- DDR-Oberliga: az év játékosa (1989/90; Dynamo Dresden)
- FDGB-Pokal: 3-szoros győztes (1983/84, 1984/85, 1989/90; Dynamo Dresden)
- Bundesliga: 4-szeres ezüstérmes (1996/97, 1998/99 1999/00, 2001/02; Bayer 04 Leverkusen)
- Bundesliga: 3-szoros aranycipős (1992/93, 1996/97, 1997/98; Bayer 04 Leverkusen)
- Bundesliga: 2-szeres ezüstcipős (1998/99, 1999/00; Bayer 04 Leverkusen)
- DFB-Pokal: győztes (1992/93; Bayer 04 Leverkusen)
- DFB-Pokal: ezüstérmes (2001/02; Bayer 04 Leverkusen)
- Német szuperkupa: ezüstérmes (1993; Bayer 04 Leverkusen)
- Kupagyőztesek Európa-kupája: gólkirály (1993/94; Bayer 04 Leverkusen)
- UEFA-kupa: gólkirály (1994/95; Bayer 04 Leverkusen)
- Bajnokok Ligája: ezüstérmes (2001/02; Bayer 04 Leverkusen)

## Edzői karrierje
Kirsten 2003-as visszavonulása után a Leverkusen segédedzőjeként kezdett dolgozni. 2005 júniusától 2011-ig a Leverkusen második számú csapatát irányította. 2012 októberétől játékosmegfigyelőként dolgozik.

## Statisztika

### Klub statisztikája

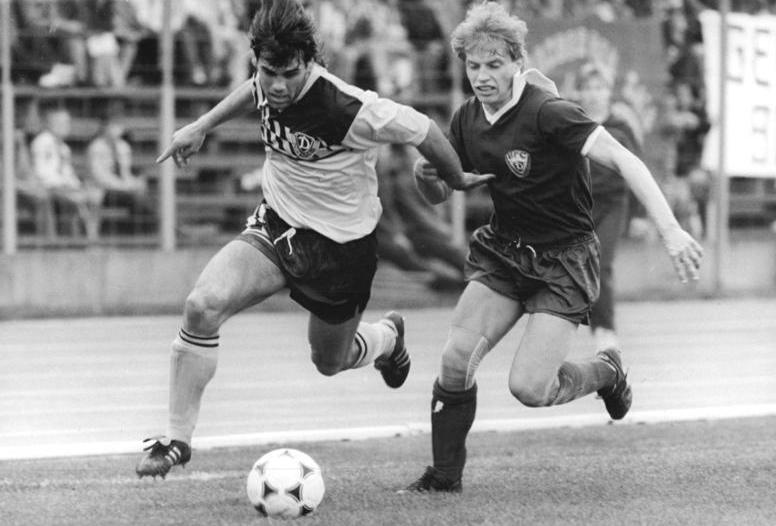
Kirsten egy BFC Dynamo elleni bajnoki mérkőzésen 1989. március 5-én

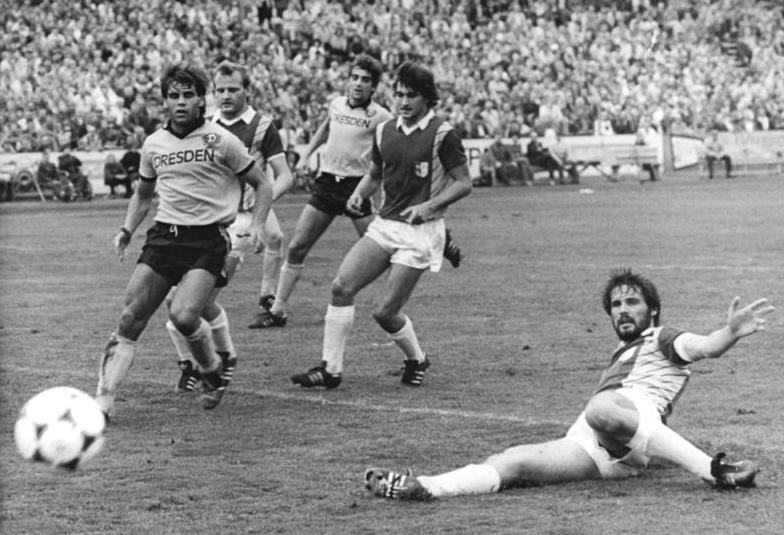
Kirsten lő kapura egy Magdeburg elleni bajnoki mérkőzésen 1986. augusztus 23-án

| Csapat              | Bajnokság    | Szezon  | Bajnokság | Bajnokság | Kupa    | Kupa  | Nemzetközi kupa | Nemzetközi kupa | Összesen | Összesen |
| Csapat              | Bajnokság    | Szezon  | Meccsek   | Gólok     | Meccsek | Gólok | Meccsek         | Gólok           | Meccsek  | Gólok    |
| ------------------- | ------------ | ------- | --------- | --------- | ------- | ----- | --------------- | --------------- | -------- | -------- |
| Dynamo Dresden      | DDR-Oberliga | 1983–84 | 11        | 1         |         |       | -               | -               | 11       | 1        |
| Dynamo Dresden      | DDR-Oberliga | 1984-85 | 25        | 7         |         |       | 6               | 1               | 31       | 8        |
| Dynamo Dresden      | DDR-Oberliga | 1985-86 | 24        | 7         |         |       | 6               | 2               | 30       | 9        |
| Dynamo Dresden      | DDR-Oberliga | 1986-87 | 23        | 11        |         |       | -               | -               | 23       | 11       |
| Dynamo Dresden      | DDR-Oberliga | 1987-88 | 22        | 7         |         |       | 2               | 0               | 24       | 7        |
| Dynamo Dresden      | DDR-Oberliga | 1988-89 | 24        | 14        |         |       | 6               | 5               | 30       | 19       |
| Dynamo Dresden      | DDR-Oberliga | 1989-90 | 25        | 10        |         |       | 1               | 0               | 26       | 10       |
| Dynamo Dresden      | DDR-Oberliga | Össz.   | 154       | 57        | ?       | ?     | 21              | 8               | 175      | 65       |
| Bayer 04 Leverkusen | Bundesliga   |         |           |           |         |       |                 |                 |          |          |
| Bayer 04 Leverkusen | Bundesliga   | 1990–91 | 32        | 11        | 2       | 2     | 5               | 2               | 37       | 15       |
| Bayer 04 Leverkusen | Bundesliga   | 1991–92 | 23        | 12        | 1       | 1     | -               | -               | 24       | 13       |
| Bayer 04 Leverkusen | Bundesliga   | 1992–93 | 33        | 20        | 7       | 3     | -               | -               | 40       | 23       |
| Bayer 04 Leverkusen | Bundesliga   | 1993–94 | 28        | 13        | 3       | 1     | 4               | 5               | 35       | 19       |
| Bayer 04 Leverkusen | Bundesliga   | 1994–95 | 27        | 15        | 1       | 0     | 9               | 10              | 37       | 25       |
| Bayer 04 Leverkusen | Bundesliga   | 1995–96 | 29        | 8         | 3       | 2     | -               | -               | 24       | 13       |
| Bayer 04 Leverkusen | Bundesliga   | 1996–97 | 29        | 22        | 1       | 0     | -               | -               | 40       | 23       |
| Bayer 04 Leverkusen | Bundesliga   | 1997–98 | 27        | 22        | 3       | 2     | 9               | 2               | 39       | 26       |
| Bayer 04 Leverkusen | Bundesliga   | 1998–99 | 31        | 19        | 2       | 3     | 3               | 2               | 36       | 24       |
| Bayer 04 Leverkusen | Bundesliga   | 1999–00 | 27        | 17        |         |       | 6               | 4               | 33       | 21       |
| Bayer 04 Leverkusen | Bundesliga   | 2000–01 | 29        | 12        | 2       | 1     | 4               | 3               | 35       | 14       |
| Bayer 04 Leverkusen | Bundesliga   | 2001–02 | 32        | 11        | 5       | 3     | 14              | 4               | 51       | 18       |
| Bayer 04 Leverkusen | Bundesliga   | 2002–03 | 3         | 0         | 1       | 0     |                 |                 | 4        | 0        |
| Bayer 04 Leverkusen | Bundesliga   | Össz.   | 350       | 182       | 31      | 18    | 54              | 32              | 435      | 232      |
| Összesen            |              |         | 504       | 239       | 31      | 18    | 75              | 40              | 610      | 297      |

## Válogatott góljai

### Góljai a keletnémet válogatottban
|     | Dátum                | Helyszín                                                | Ellenfél         | Gólok | Eredmény | Kiírás               |
| --- | -------------------- | ------------------------------------------------------- | ---------------- | ----- | -------- | -------------------- |
| 1.  | 1985. augusztus 14.  | Oslo, Norvégia                                          | Norvégia         | 0-1   | 0-1      | Barátságos mérkőzés  |
| 2.  | 1986. február 19.    | Braga, Portugália                                       | Portugália       | 0-2   | 1-3      | Barátságos mérkőzés  |
| 3.  | 1986. október 29.    | Ernst-Thälmann-Stadion, Karl-Marx-Stadt (Chemnitz), NDK | Izland           | 2–0   | 2–0      | 1988-as Eb-selejtező |
| 4.  | 1987. szeptember 23. | Stadion der Freundschaft, Gera, NDK                     | Tunézia          | 2-0   | 0-0      | Barátságos mérkőzés  |
| 5.  | 1987. október 10.    | Friedrich-Ludwig-Jahn-Stadion, Berlin, NDK              | Szovjetunió      | 1–0   | 1-1      | 1988-as Eb-selejtező |
| 6.  | 1987. október 28.    | Ernst-Grube-Stadion, Magdeburg, NDK                     | Norvégia         | 1–0   | 3-1      | 1988-as Eb-selejtező |
| 7.  | 1987. október 28.    | Ernst-Grube-Stadion, Magdeburg, NDK                     | Norvégia         | 3-1   | 3-1      | 1988-as Eb-selejtező |
| 8.  | 1989. február 13.    | Kairo, Egyiptom                                         | Egyiptom         | 0-1   | 0-4      | Barátságos mérkőzés  |
| 9.  | 1989. február 13.    | Kairo, Egyiptom                                         | Egyiptom         | 0-3   | 0-4      | Barátságos mérkőzés  |
| 10. | 1989. május 20.      | Zentralstadion, Lipcse, NDK                             | Ausztria         | 1–1   | 1-1      | 1990-es vb-selejtező |
| 11. | 1989. augusztus 23.  | Georgi-Dimitroff-Stadion, Erfurt, NDK                   | Bulgária         | 1–0   | 1-1      | Barátságos mérkőzés  |
| 12. | 1990. március 28.    | Friedrich-Ludwig-Jahn-Stadion, Berlin, NDK              | Egyesült Államok | 1–0   | 3-2      | Barátságos mérkőzés  |
| 13. | 1990. március 28.    | Friedrich-Ludwig-Jahn-Stadion, Berlin, NDK              | Egyesült Államok | 2-0   | 3-2      | Barátságos mérkőzés  |
| 14. | 1990. március 28.    | Friedrich-Ludwig-Jahn-Stadion, Berlin, NDK              | Egyesült Államok | 3-1   | 3-2      | Barátságos mérkőzés  |

### Góljai a német válogatottban
|     | Dátum                | Helyszín                                           | Ellenfél                | Gólok | Eredmény | Kiírás               |
| --- | -------------------- | -------------------------------------------------- | ----------------------- | ----- | -------- | -------------------- |
| 1.  | 1993. április 14.    | Ruhrstadion, Bochum, Németország                   | Ghána                   | 1-1   | 6-1      | Barátságos mérkőzés  |
| 2.  | 1993. október 13.    | Wildparkstadion, Karlsruhe, Németország            | Uruguay                 | 4-0   | 5-0      | Barátságos mérkőzés  |
| 3.  | 1994. április 27.    | Al-Maktoum Stadium, Dubai, Egyesült Arab Emírségek | Egyesült Arab Emírségek | 0-1   | 0-2      | Barátságos mérkőzés  |
| 4.  | 1994. november 16.   | Qemal Stafa, Tirana, Albánia                       | Albánia                 | 1-2   | 1-2      | 1996-os Eb-selejtező |
| 5.  | 1994. december 14.   | Zimbru Stadion, Chisinau, Moldova                  | Moldova                 | 0-1   | 0-3      | 1996-os Eb-selejtező |
| 6.  | 1995. szeptember 6.  | Franken-Stadion, Nürnberg, Németország             | Grúzia                  | 3-1   | 4-1      | 1996-os Eb-selejtező |
| 7.  | 1997. április 2.     | Estadio Nuevo Los Cármenes, Granada, Spanyolország | Albánia                 | 1-1   | 2-3      | 1998-as vb-selejtező |
| 8.  | 1997. április 2.     | Estadio Nuevo Los Cármenes, Granada, Spanyolország | Albánia                 | 1-2   | 2-3      | 1998-as vb-selejtező |
| 9.  | 1997. április 2.     | Estadio Nuevo Los Cármenes, Granada, Spanyolország | Albánia                 | 1-3   | 2-3      | 1998-as vb-selejtező |
| 10. | 1997. szeptember 6.  | Olympiastadion, Berlin, Németország                | Portugália              | 1–1   | 1-1      | 1998-as vb-selejtező |
| 11. | 1997. szeptember 10. | Westfalenstadion, Dortmund, Németország            | Örményország            | 4–0   | 4-0      | 1998-as vb-selejtező |
| 12. | 1998. március 25.    | Gottlieb-Daimler-Stadion, Stuttgart, Németország   | Brazília                | 1–1   | 1-2      | Barátságos mérkőzés  |
| 13. | 1998. június 5.      | Carl-Benz-Stadion, Mannheim, Németország           | Luxemburg               | 1-0   | 7-0      | Barátságos mérkőzés  |
| 14. | 1998. június 5.      | Carl-Benz-Stadion, Mannheim, Németország           | Luxemburg               | 4-0   | 7-0      | Barátságos mérkőzés  |
| 15. | 1998. október 14.    | Zimbru Stadion, Chisinau, Moldova                  | Moldova                 | 1-1   | 1-3      | 2000-es Eb-selejtező |
| 16. | 1998. október 14.    | Zimbru Stadion, Chisinau, Moldova                  | Moldova                 | 1-2   | 1-3      | 2000-es Eb-selejtező |
| 17. | 1999. június 4.      | Ulrich-Haberland-Stadion, Leverkusen, Németország  | Moldova                 | 2-0   | 6-1      | 2000-es Eb-selejtező |
| 18. | 2000. április 26.    | Fritz-Walter-Stadion, Kaiserslautern, Németország  | Svájc                   | 1-1   | 1-1      | Barátságos mérkőzés  |
| 19. | 2000. június 7.      | Dreisamstadion, Freiburg, Németország              | Liechtenstein           | 5-2   | 8-2      | Barátságos mérkőzés  |
| 20. | 2000. június 7.      | Dreisamstadion, Freiburg, Németország              | Liechtenstein           | 7-2   | 8-2      | Barátságos mérkőzés  |

## Magánélet
Fia, Benjamin, a német másodosztályban szereplő Dynamo Dresden kapusa.